# Geyria sudanica
Geyria sudanica is een insect uit de familie van de mierenleeuwen (Myrmeleontidae), die tot de orde netvleugeligen (Neuroptera) behoort. 
Geyria sudanica is voor het eerst wetenschappelijk beschreven door Hölzel in 1982.